# SPARC T-serie
De SPARC T-serie is een familie van RISC-processors en -servers die gebaseerd zijn op de sun4v-architectuur. De hardware werd oorspronkelijk ontwikkeld door Sun Microsystems en werd door Oracle verdergezet na de overname van Sun. De eerste servers kwamen op de markt in december 2005.

## Ontwerp
De sun4v-architectuur onderscheidde zich van zijn voorgangers door de introductie van chip multithreading (CMT), een techniek die gebruik maakt van een multithreading, multicore-ontwerp dat bedoeld is om de processor efficiënter te gebruiken en tegelijkertijd het stroomverbruik te reduceren.
De eerste processor uit de T-serie was de UltraSPARC T1. Toen latere generaties werden geïntroduceerd werd de term "T-serie" gebruikt om naar de hele familie van processors te verwijzen.
SPARC T-serie servers kunnen gepartitioneerd worden met behulp van de Logical Domains-technologie van Oracle. Bijkomend virtualisatie wordt geleverd door Oracle Solaris Zones (ook gekend als Solaris Containers) om geïsoleerde virtuele servers te creëren binnen een enkele instantie van het besturingssysteem. Logical Domains en Solaris Zones kunnen samen gebruikt worden.

## Pre-Oracle tijdperk

### UltraSPARC T1

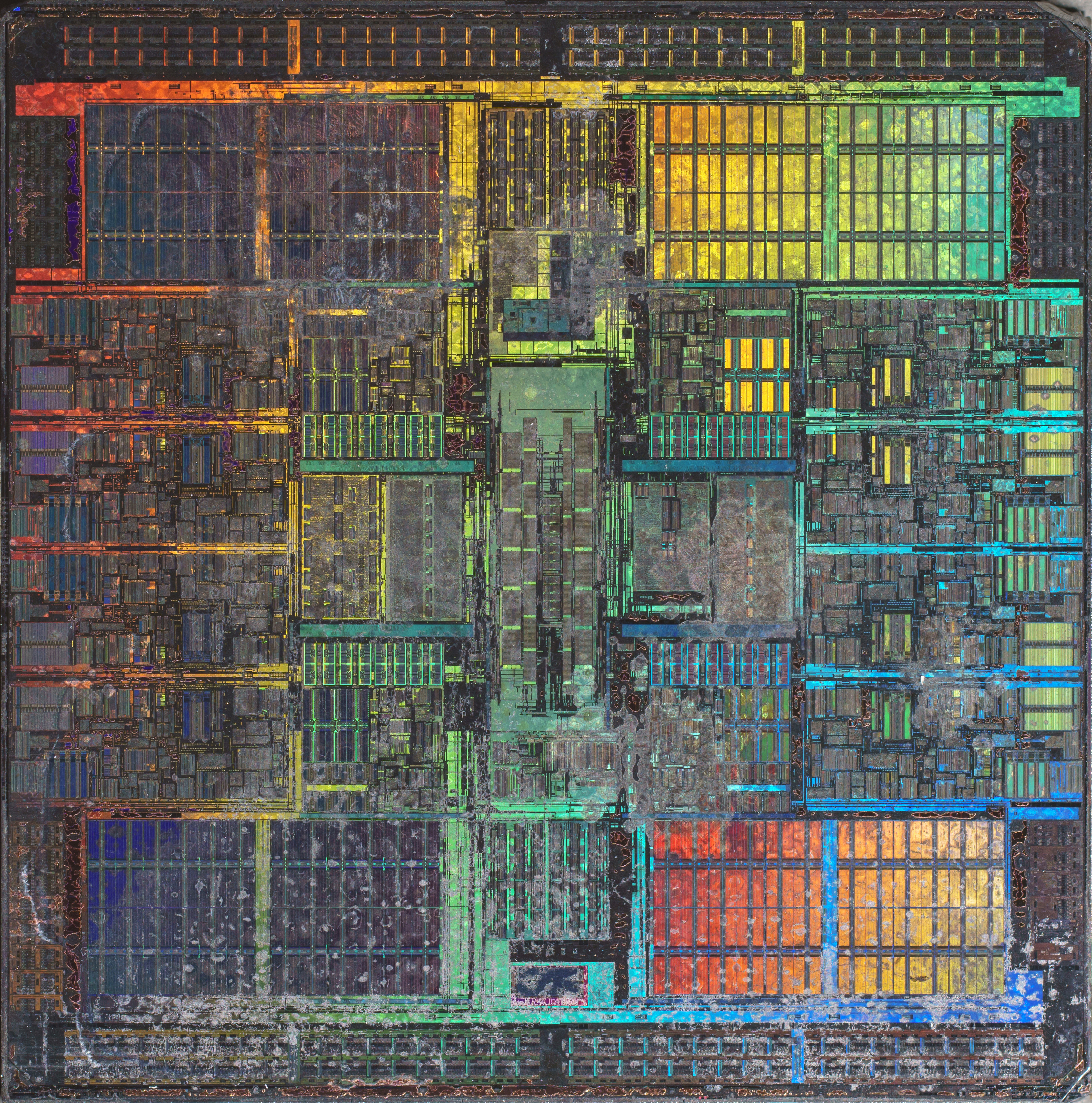
Layout van de UltraSPARC T1-processor

De UltraSPARC T1-processor (codenaam Niagara) beschikt over vier, zes of acht processorkernen, waarbij elke kern vier threads tegelijk aankan. De processor kan dus tot 32 threads tegelijkertijd verwerken. Daarnaast heeft de processor ook ingebouwde beveiliging door middel van cryptografische componenten, in tegenstelling tot processors van concurrerende bedrijven uit die tijd. De processor had een kloksnelheid van 1 GHz.
De op UltraSPARC T1 gebaseerde Sun Fire T2000 en Sun Fire T1000-servers werden respectievelijk eind 2005 en begin 2006 gelanceerd. In 2007 werden ze hernoemd in SPARC Enterprise T1000 en SPARC Enterprise T2000, naar analogie met de tweede generatie SPARC Enterprise T5xx0-servers die gebaseerd waren op de UltraSPARC T2- en T2 Plus-processors.

### UltraSPARC T2 en T2 Plus

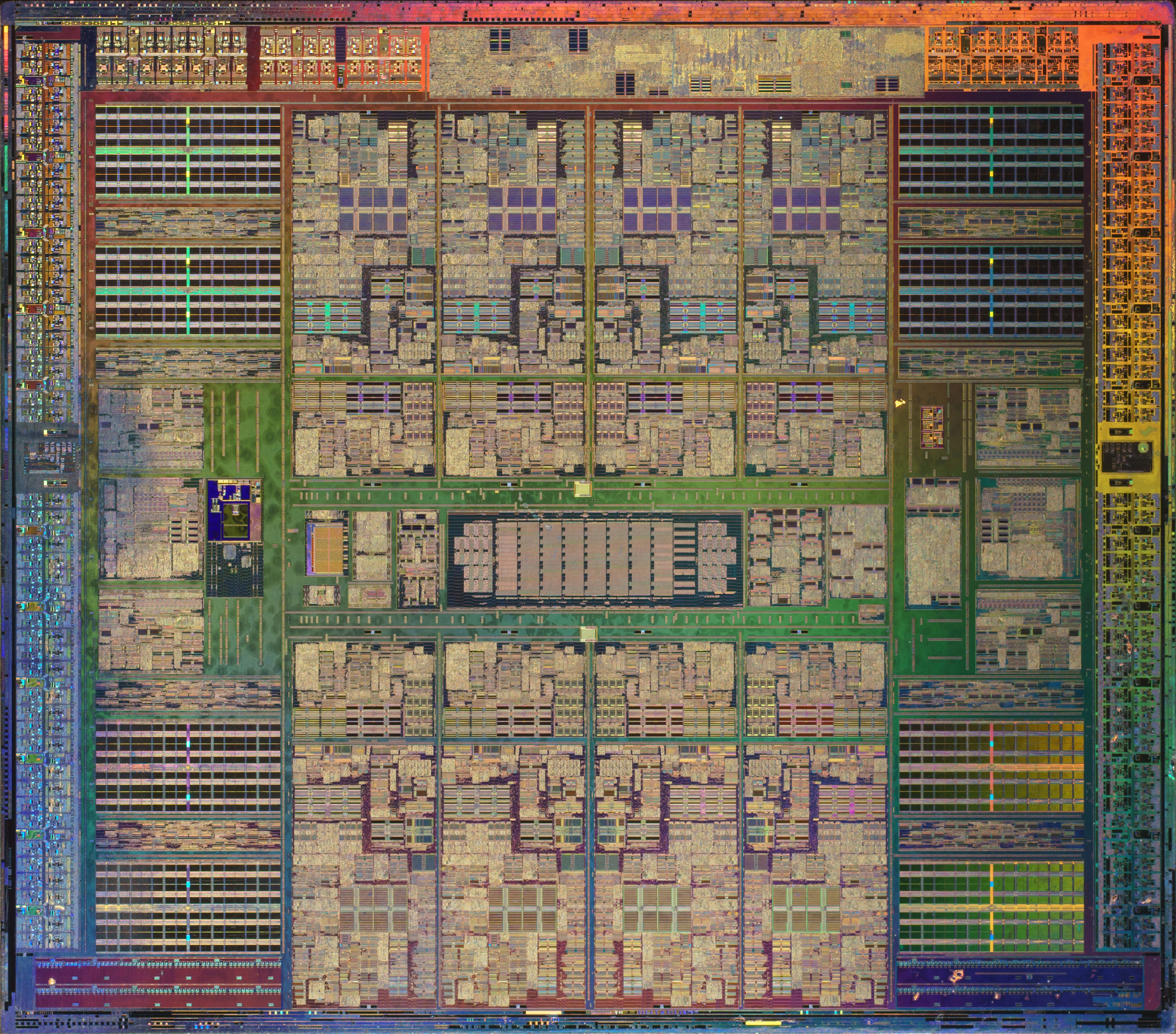
Layout van de UltraSPARC T2-processor

In 2007 bracht Sun een reeks servers op de markt die gebaseerd waren op de UltraSPARC T2-processor (codenaam Niagara 2). Deze processor beschikt over acht processorkernen, met acht threads per kern. De processor kan dus 64 threads tegelijkertijd verwerken. Daarnaast heeft deze processor nog enkele extra verbeteringen aan boord, waaronder een grotere level2-cache, een FPU per kern (in tegenstelling tot een FPU voor de volledige chip bij de T1) en 10 Gbit Ethernet poorten. De processor had een kloksnelheid van 1,2 GHz of 1,4 GHz. De UltraSPARC T2 Plus-processor (codenaam Victoria Falls) is een SMP-compatibele versie van de UltraSPARC T2.
De op UltraSPARC T2 gebaseerde SPARC Enterprise T5120 en T5220-servers kwamen eind 2007 op de markt. In april 2008 lanceerde Sun de SPARC Enterprise T5140 en T5240 met twee UltraSPARC T2 Plus-processors  en de SPARC ENterprise T5440 met vier UltraSPARC T2 Plus-processors.

## Verdere ontwikkeling door Oracle

### SPARC T3
In september 2010 kondige Oracle een reeks servers op basis van SPARC T3-processors aan. Deze werden aangeduid als de "SPARC T3"-serie, waarbij de benaming "SPARC Enterprise" geschrapt werd.
De SPARC T3-processor (codenaam Rainbow Falls) beschikt over acht of zestien processorkernen met acht treads per kern, goed voor maximaal 128 parallelle threads. De SPARC T3 is SMP-compatibel. In vergelijking met zijn voorgangers, de T2 en T2 Plus, heeft de T3 meer processorkernen, meer cryptoversnellers, een snellere geheugeninterface en meer PCIe interfaces. De kloksnelheid nam toe tot 1,65 GHz.
De servers die in 2010 geïntroduceerd werden op basis van de SPARC T3-processor waren de SPARC T3-1 met één CPU, de SPARC T3-2 met twee CPU's en de SPARC T3-4 met vier CPU's. Van het model met één CPU bestond ook een bladevariant, de SPARC T3-1B.

### SPARC T4

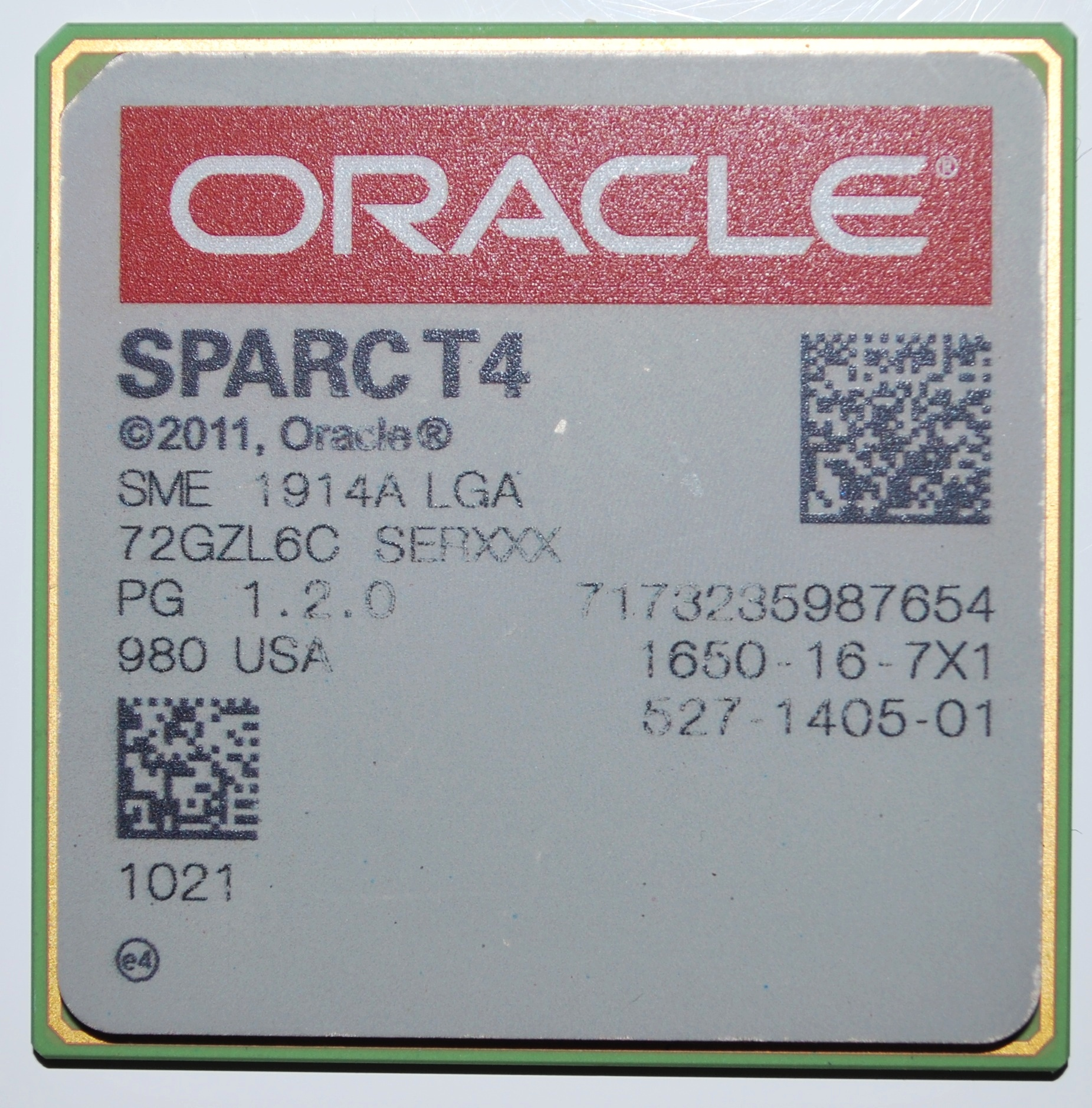
SPARC T4-processor

In september 2011 kondigde Oracle een reeks SPARC T4-gebaseerde servers aan. Deze systemen gebruiken hetzelfde chassis als de eerdere T3-systemen en lijken sterk op hun voorgangers, met uitzondering van:
- het gebruik van T4-processoren in plaats van T3-processoren
- een verdubbeling van de RAM-capaciteit

De SPARC T4-processor (codenaam Yosemite Falls) heeft een volledig opnieuw ontworpen processorkern om de prestaties van elke individuele thread te verhogen. De SPARC T4-processor gebruikt hiervoor dynamic threading en out-of-order execution. De cryptografische coprocessors van de T2- en T3-processors werden vervangen door cryptoversnellers in de processorkern en door op instructies gebaseerde cryptografie. De processor had een kloksnelheid van  2,85 GHz of 3 GHz voor het model met 4 CPU's.

### SPARC T5
In maart 2013 kondigde Oracle een nieuwe reeks SPARC servers aan op basis van de SPARC T5-processor. Deze processor gebruikt hetzelfde ontwerp van zijn voorganger, maar biedt een hogere kloksnelheid van 3,6 GHz en maakt het mogelijk om tot acht processors in een server te gebruiken.
De servers op basis van de SPARC T5-processor waren de SPARC T5-2 met twee CPU's, de SPARC T5-4 met vier CPU's en de SPARC T5-8 met acht CPU's. Een server met één CPU werd niet langer aangeboden.

### SPARC M7
In oktober 2015 bracht Oracle een reeks systemen op de markt die opgebouwd waren rond de SPARC M7-processor met 32 processorkernen en 256-threads. De snelheid werd opgevoerd tot 4,13 GHz. In tegenstelling tot eerdere generaties gebruiken systemen uit de T-serie en de M-serie voortaan dezelfde processor. De SPARC M7-processor bevat de eerste generatie van de Data Analytics Accelerator (DAX) coprocessor. Deze coprocessoren voeren querygerelateerde bewerkingen rechtstreeks uit via de hardware om de prestaties van Oracle Database te verbeteren.
De T-serie servers op basis van de SPARC M7-processor waren de SPARC T7-1 met één CPU, de SPARC T7-2 met twee CPU's en de SPARC T7-4 met vier CPU's.

### SPARC M8
In september 2017 introduceerde Oracle een reeks systemen op basis van de SPARC M8-processor met 32 processorkernen en 256-threads. Deze processor beschikt over de tweede generatie DAX coprocessor. De snelheid werd verder opgevoerd tot 5 GHz.
De T-serie servers op basis van de SPARC M8-processor zijn de SPARC T8-1 met één CPU, de SPARC T8-2 met twee CPU's en de SPARC T8-4 met vier CPU's.